# Get a life
Get a life, på svenska ungefär "skaffa dig ett liv", är ett talesätt eller catch phrase, avsedd att på ett sarkastiskt sätt nedvärdera mottagaren.
Talesättet antyder att den adresserade personen på ett oproportionerligt sätt engagerar sig i en annan persons trivialiteter. Talesättet kan också vara en mildare variant av talesättet "Get a job" och antyder då att mottagaren behöver ge sig ut i världen utan stöd av föräldrar eller andra understödjare. Det kan också användas mot någon som anses vara ensidig eller inskränkt, där det skulle vara av värde att skaffa sig andra intressen, en hobby, ett jobb, en partner, eller ett eget hem.
Talesättet kan också tillämpas på workaholics som anses vara alltför engagerade i sitt arbete och försummar att koppla av och vårda andra aspekter av livet.

## Exempel på användning
- 1983: The first Oxford English Dictionary, citat från januari 1983 Washington Post article: "Gross me out, I mean, Valley Girl was, like, ohmigod, it was last year, fer sure! I mean, get a life! Say what?"[2]
- 1986: Förekommer i Baby Anger sid 48 som "Get a life, people of New Jersey!"[3]
- 1986: Talesättet användes av skådespelaren William Shatner i programmet Saturday Night Live, där han dyker upp på ett Star Trek-möte och konfronterar ett antal Trekkies som har ett orimligt intresse för Shatner's privatliv, och ber dem att flytta hemifrån och "get a life."